# Episodi di Three Busy Debras
Elenco degli episodi della serie televisiva Three Busy Debras.
La serie viene trasmessa negli Stati Uniti da Adult Swim. La prima stagione, composta da 6 episodi, è stata trasmessa dal 30 marzo al 4 maggio 2020. La seconda stagione viene trasmessa dal 25 aprile 2022.
| nº               | Titolo originale                  | Prima TV USA    |
| Episodio pilota  | Episodio pilota                   | Episodio pilota |
| ---------------- | --------------------------------- | --------------- |
| 1                | Pilot                             | inedito         |
| Prima stagione   |                                   |                 |
| 1                | A Very Debra Christmas            | 30 marzo 2020   |
| 2                | Cartwheel Club                    | 6 aprile 2020   |
| 3                | Sleepover!                        | 13 aprile 2020  |
| 4                | Barbra                            | 20 aprile 2020  |
| 5                | ATM (All the Money)               | 27 aprile 2020  |
| 6                | Debspringa                        | 4 maggio 2020   |
| Seconda stagione |                                   |                 |
| 1                | The Milk Drought                  | 25 aprile 2022  |
| 2                | The Great Debpression             | 25 aprile 2022  |
| 3                | The Honorable Order of the Debras | 2 maggio 2022   |
| 4                | To Have Debra, To Hold Debra      | 2 maggio 2022   |
| 5                | Operation: Seal Team Debra        | 9 maggio 2022   |
| 6                | Who Has Done It?                  | 9 maggio 2022   |
| 7                | Debra Gets a Boyfriend            | 16 maggio 2022  |
| 8                | Women's History Hour              | 16 maggio 2022  |
| 9                | Nonna                             | 23 maggio 2022  |
| 10               | The Meteor                        | 23 maggio 2022  |